# Nesticella shanlinensis
Espèce
Nesticella shanlinensis est une espèce d'araignées aranéomorphes de la famille des Nesticidae.

## Distribution
Cette espèce est endémique du Guizhou en Chine,. Elle se rencontre dans le xian de Suiyang dans la grotte Shanlin.

## Description
Le mâle holotype mesure 1,92 mm et la femelle paratype 2,52 mm.

## Étymologie
Son nom d'espèce, composé de shanlin et du suffixe latin -ensis, « qui vit dans, qui habite », lui a été donné en référence au lieu de sa découverte, la grotte Shanlin.

## Publication originale
- Liu & Li, 2013 : New cave-dwelling spiders of the family Nesticidae (Arachnida, Araneae) from China. Zootaxa, no 3613, p. 501-547.